# رود برنت
رود برنت رودی است به تیمز می‌ریزد. این رود از کشور بریتانیا می‌گذرد. طول آن ۲۹ کیلومتر (۱۸ مایل) است.